# Err (Pyrénées-Orientales)
Err (catalansk: Er) er en by og kommune i departementet Pyrénées-Orientales i Sydfrankrig.

## Geografi
Err ligger i Cerdagne 94 km vest for Perpignan. Nærmeste byer er mod nord Saillagouse (3 km) og mod vest Sainte-Léocadie (4 km).

## Demografi

### Udvikling i folketal
| 1962                                                              | 1968 | 1975 | 1982 | 1990 | 1999 | 2007 | 2011 | 2017 |
| ----------------------------------------------------------------- | ---- | ---- | ---- | ---- | ---- | ---- | ---- | ---- |
| 267                                                               | 352  | 370  | 408  | 398  | 551  | 621  | 625  | 673  |
| Tal fra og med 1962 er uden dobbelttælling (sans doubles comptes) |      |      |      |      |      |      |      |      |